# Нова Домбя
Нова Домбя (пол. Nowa Dąbia) — село в Польщі, у гміні Рики Рицького повіту Люблінського воєводства.
Населення — 401 особа (2011).

## Демографія
Демографічна структура станом на 31 березня 2011 року:
|          | Загалом | Допрацездатний вік | Працездатний вік | Постпрацездатний вік |
| -------- | ------- | ------------------ | ---------------- | -------------------- |
| Чоловіки | 199     | 44                 | 137              | 18                   |
| Жінки    | 202     | 51                 | 102              | 49                   |
| Разом    | 401     | 95                 | 239              | 67                   |